# Liste der Mondelēz-Marken
Dies ist eine Liste der Mondelēz-Marken. Hier aufgelistet werden alle Marken des international tätigen Lebensmittelkonzerns Mondelēz International mit Sitz in Deerfield, Illinois. Es handelt sich dabei um den drittgrößten Nahrungsmittelhersteller der Welt.

## Legende
- Name: Name des Produkts
- Erscheinungsjahr: Jahr der Erfindung bzw. Einführung des Produkts
- Hauptmärkte: Hauptverkaufsgebiet

## Marken A–Z
| Name                              | Erscheinungsjahr | Hauptmärkte | Anmerkungen                                           |
| --------------------------------- | ---------------- | --- | ----------------------------------------------------- |
| Alpen Gold                        | ?                | Polen, Russland, Ukraine |                                                       |
| Barni                             | 1996             | Polen, Russland, Ukraine |                                                       |
| Bassett’s                         | 1842             | Dänemark, Irland, Schweden, Vereinigtes Königreich |                                                       |
| Belin                             | ?                | Frankreich |                                                       |
| Bubbaloo                          | 1984             | Brasilien, Griechenland, Indien, Mexiko, Portugal, Spanien | Erstes Kaugummi mit flüssigem Kern                    |
| Bubblicious                       | 1977             | Belgien, Dänemark, Niederlande, Norwegen, Portugal, Spanien, Schweden, Schweiz, Vereinigtes Königreich |                                                       |
| Cadbury                           | 1824             | Vereinigtes Königreich |                                                       |
| Cadbury Bournvita                 | 1948             | Indien, Nigeria |                                                       |
| Cadbury Creme Egg                 | 1975             | Australien, Irland, Kanada, Neuseeland, Vereinigtes Königreich |                                                       |
| Cadbury Dairy Milk                | 1905             | 33 Länder, darunter: Australien, Indien, Irland, Kanada, Malaysia, Neuseeland, Philippinen, Vereinigtes Königreich, Vietnam                                                                                    |                                                       |
| Cadbury Eclairs                   | frühe 1960er     | Ägypten, Australien, China, Indien, Südafrika, Vereinigtes Königreich | in Indien bekannt als Cadbury Choclairs               |
| Cadbury Roses                     | 1938             | Australien, Irland, Neuseeland, Vereinigtes Königreich |                                                       |
| Carambar                          | 1954             | Frankreich |                                                       |
| Carte Noir                        | 1979             | Belgien, England, Polen, Russland, Ukraine, Vereinigte Staaten | seit 2016 bei Lavazza                                 |
| Chiclets                          | 1906             | Argentinien, Ägypten, Brasilien, Kanada, Indien, Vereinigte Arabische Emirate, Vereinigte Staaten |                                                       |
| Chips Ahoy!                       | 1963             | Brasilien, China, Ecuador, Kanada, Malaysia, Mexiko, Philippinen, Portugal, Puerto Rico, Spanien, Thailand, Venezuela, Vereinigte Staaten                                                                      |                                                       |
| Clight                            | 1997             | Lateinamerika |                                                       |
| Club Social                       | ?                | Lateinamerika |                                                       |
| Côte d’Or                         | 1883             | Belgien, Deutschland, Frankreich, Italien, Kanada, Luxemburg, Mittlerer Osten, Niederlande, Vereinigtes Königreich                                                                                             |                                                       |
| Cracotte                          | ?                | Finnland, Frankreich, Niederlande |                                                       |
| Dairylea                          | ?                | Irland, Vereinigtes Königreich |                                                       |
| Daim                              | 1953             | Norwegen, Schweden, Deutschland, Japan, Vereinigte Staaten, Vereinigtes Königreich | Ehemaliger Hoflieferant des schwedischen Königshauses |
| Dentyne                           | 1899             | Kanada, Malaysia, Thailand, Vereinigte Staaten |                                                       |
| Dirol                             | ?                | Aserbaidschan, Baltikum, Kasachstan, Russland, Ukraine |                                                       |
| Echte Salzburger Mozartkugel      | 1890             | Österreich | Unter der Firma Mirabell                              |
| El Caserio                        | Frühe 1930er     | ? |                                                       |
| Enjoy Life                        | 2001             | Vereinigte Staaten |                                                       |
| Fidorka                           | 1940er           | Tschechien |                                                       |
| Figaro                            | 1896             | Slowakei, Tschechien |                                                       |
| Flake                             | 1920             | Irland, Vereinigtes Königreich |                                                       |
| Fontaneda                         | 1881             | Spanien |                                                       |
| Freia                             | 1889             | Norwegen |                                                       |
| Gevalia                           | 1920             | Dänemark, Finnland, Schweden |                                                       |
| Green & Black’s                   | 1991             | Irland, Vereinigtes Königreich |                                                       |
| Grand’ Mère                       | 1950             | Frankreich |                                                       |
| Halls                             | 1893             | Brasilien, Kanada, Malaysia, Mexiko, Philippinen, Spanien, Thailand, Ukraine, Vereinigte Staaten |                                                       |
| Hollywood                         | 1944             | Frankreich |                                                       |
| Honey Maid                        | 1925             | Vereinigte Staaten |                                                       |
| Jacobs Kaffee                     | 1895             | Deutschland, Griechenland, Österreich, Schweiz |                                                       |
| Jacques Vabre                     | 1970             | Frankreich |                                                       |
| Kaffee Hag                        | 1906             | Deutschland, Italien, Österreich, Schweiz, Vereinigtes Königreich |                                                       |
| Kenco                             | 1923             | Irland, Vereinigtes Königreich |                                                       |
| Kinh Do                           | 1993             | Vietnam |                                                       |
| Kolonada                          | 1856             | Tschechien, Slowakei | Karlsbader Oblaten                                    |
| Lacta                             | 1912             | Brasilien, Griechenland |                                                       |
| LU                                | 1850             | 100 Länder, darunter: Belgien, Dänemark, Finnland, Frankreich, Niederlande, Norwegen, Schweden, Spanien |                                                       |
| Malabar                           | um 1960          | Frankreich |                                                       |
| Marabou                           | 1916             | Dänemark, Finnland, Schweden |                                                       |
| Maxwell House                     | 1892             | Frankreich, Irland, Schweden, Vereinigtes Königreich |                                                       |
| Maynards                          | 1909             | Vereinigtes Königreich |                                                       |
| Mikado                            | 1983             | Australien, Deutschland, Frankreich, Italien, Österreich, Schweden, Schweiz, Spanien, Vereinigtes Königreich                                                                                                   |                                                       |
| Milka                             | 1901             | Argentinien, Belgien, Bulgarien, Deutschland, Frankreich, Italien, Kroatien, Niederlande, Österreich, Polen, Rumänien, Russland, Spanien, Tschechien, Türkei, Ukraine, Ungarn                                  |                                                       |
| Miracel Whip                      | 1933             | Dänemark, Deutschland, Schweiz, Österreich |                                                       |
| Nabisco                           | 1898             | Brasilien |                                                       |
| Newtons                           | vor 1915         | Kanada, Puerto Rico, Vereinigte Staaten |                                                       |
| Nilla                             | vor 1975         | Kanada, Vereinigte Staaten |                                                       |
| Nutter Butter                     | 1969             | Vereinigte Staaten |                                                       |
| Oreo                              | 1912             | Argentinien, Australien, China, Indonesien, Kanada, Mexiko, Niederlande, Peru, Philippinen, Polen, Puerto Rico, Rumänien, Russland, Spanien, Taiwan, Thailand, Ukraine, Venezuela, Vereinigte Staaten, Vietnam |                                                       |
| Oro Saiwa                         | um 1960          | Italien |                                                       |
| Ourson                            | ?                | Frankreich, Spanien, Belgien |                                                       |
| Pavlides                          | 1861             | Griechenland |                                                       |
| Philadelphia                      | 1880             | Belgien, Dänemark, Deutschland, Finnland, Griechenland, Irland, Italien, Niederlande, Norwegen, Österreich, Spanien, Schweden, Schweiz, Vereinigtes Königreich                                                 |                                                       |
| Poiana                            | 1995             | Rumänien |                                                       |
| Premium                           | ?                | Kanada, Vereinigte Staaten |                                                       |
| Prince                            | ?                | Algerien, Belgien, China, Deutschland, Frankreich, Niederlande, Österreich, Spanien |                                                       |
| Prince Polo                       | 1955             | Island, Polen | auch bekannt als Prins Póló                           |
| Ritz                              | 1934             | Australien, Deutschland, China, Ecuador, Hongkong, Indonesien, Kanada, Mexiko, Peru, Puerto Rico, Taiwan, Thailand, Vereinigtes Königreich, Vereinigte Staaten, Vietnam                                        |                                                       |
| Royal                             | 1863             | Argentinien, Brasilien |                                                       |
| Simmenthal                        | ?                | Italien |                                                       |
| Sottilette                        | 1961             | Italien |                                                       |
| Sour Patch Kids                   | 1970er           | Kanada, Vereinigte Staaten |                                                       |
| Stimorol                          | um 1950          | über 40 Länder, darunter: Belgien, Dänemark, Fidschi, Grönland, Niederlande, Schweden, Schweiz |                                                       |
| Stride                            | 2006             | Vereinigte Staaten, Kanada |                                                       |
| Suchard                           | 1825             | Argentinien, Bulgarien, Frankreich, Österreich, Schweiz |                                                       |
| Tang                              | 1957             | Argentinien, Brasilien, China, Kanada, Kolumbien, Mexiko, Mittlerer Osten, Neuseeland, Philippinen, Puerto Rico, Türkei, Venezuela, Vieltnam                                                                   |                                                       |
| Tassimo                           | 2004             | Deutschland, Frankreich, Griechenland, Irland, Österreich, Portugal, Schweden, Schweiz, Spanien, Vereinigtes Königreich                                                                                        |                                                       |
| The Natural Confectionery Company | 1951             | Irland, Vereinigtes Königreich |                                                       |
| Tiger                             | ?                | Indonesien, Malaysia, Philippinen | in Indonesien: Tiger Biskuat                          |
| Toblerone                         | 1908             | Australien, Dänemark, Frankreich, Deutschland, Mittlerer Osten, Niederlande, Österreich, Philippinen, Spanien, Schweden, Schweiz, Thailand, Vereinigtes Königreich, Vietnam                                    |                                                       |
| Trakinas                          | 1898             | Argentinien, Brasilien, China |                                                       |
| Trebor                            | 1935             | Vereinigtes Königreich |                                                       |
| Trident                           | 1964             | Brasilien, China, Kanada, Mexiko, Spanien, Schweiz, Thailand, Vereinigte Staaten | Erstes zuckerfreies Kaugummi.                         |
| Triscuit                          | 1900             | Kanada, Vereinigte Staaten |                                                       |
| TUC                               | 1958             | Ägypten, China, Europäische Union, Golf-Kooperationsrat, Osteuropa, Russland, Südafrika, Ukraine |                                                       |
| V6                                | um 1960          | Belgien, Dänemark, Griechenland, Schweiz, Schweden |                                                       |
| Wheat Thins                       | 1980er           | Kanada, Vereinigte Staaten |                                                       |